# 1828 au royaume uni des Pays-Bas
Chronologie des Pays-Bas
- 1824
- 1825
- 1826
- 1827
- 1828
- 1829
- 1830
- 1831
- 1832

Cette page recense des événements qui se sont produits durant l'année 1828 au royaume uni des Pays-Bas.

## Chronologie
- 5 janvier : première parution du journal Algemeen Handelsblad, titre de presse libéral amstellodamois.
- 23 juillet : dans le Sud du pays, les catholiques concluent une alliance avec les libéraux. L'unionisme sudiste s'oppose de plus en plus à la politique menée par le roi Guillaume Ier.
- Fondation du musée d'histoire naturelle de Tournai.
- Inauguration de la résidence du prince Guillaume d'Orange à Bruxelles.

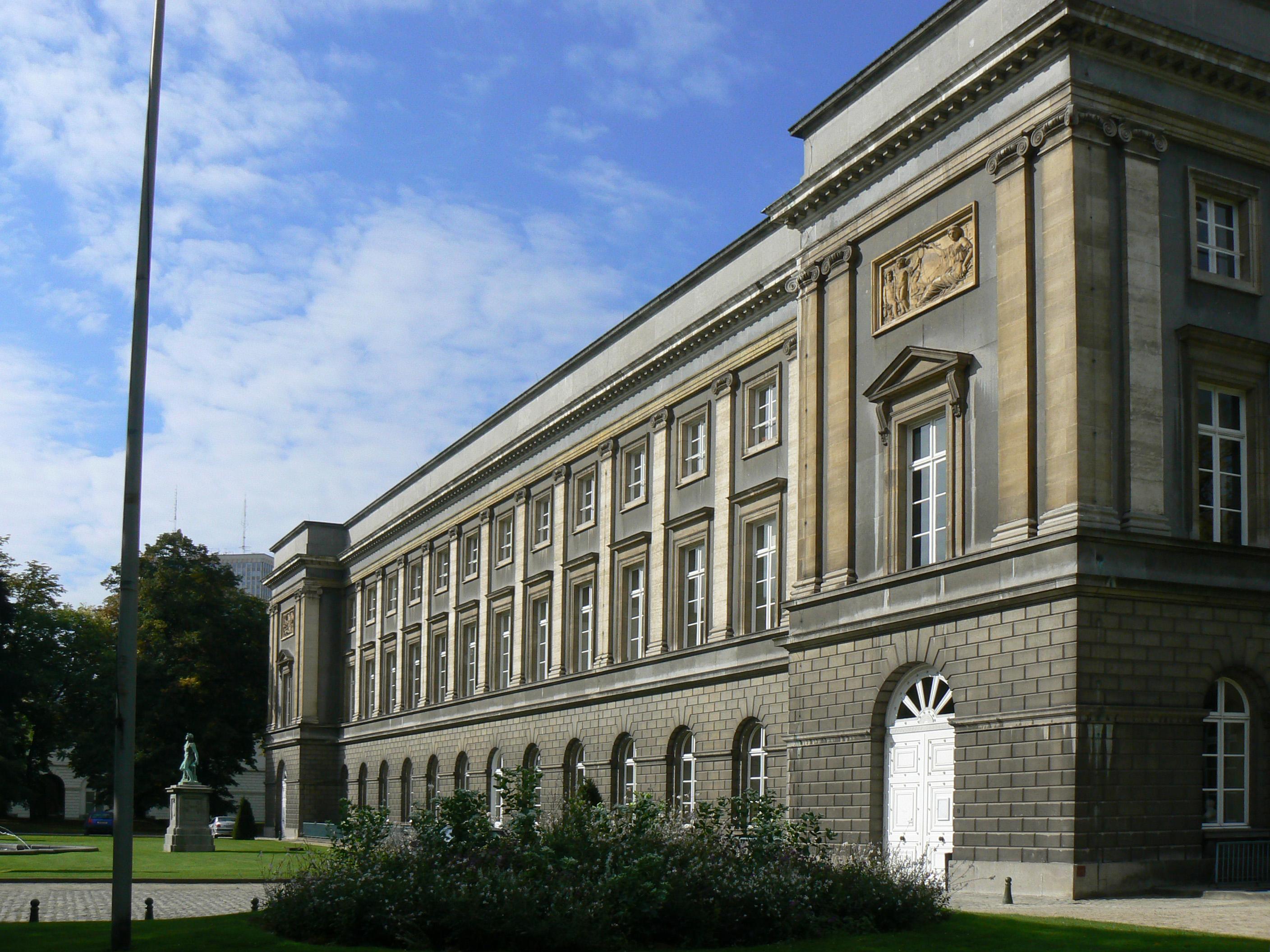
Résidence du prince Guillaume d'Orange à Bruxelles (futur Palais des Académies).

## Littérature
- Avondmijmering (Rêveries du Soir), poèmes de Hendrik Tollens.

## Naissances
- 20 avril : François Lamorinière, peintre belge († 3 janvier 1911).
- 17 octobre : Léon Jouret, musicologue et compositeur belge († 6 juin 1905).
- 17 novembre : Valentin Paquay, prêtre franciscain belge († 1er janvier 1905).

## Décès
- 10 janvier : Henri Daniel Guyot, pasteur de l'Église wallonne (° 25 novembre 1753).
- 27 août : Eise Eisinga, astronome amateur (° 21 février 1744).